# Adenilil-solfato reduttasi (glutatione)
La adenilil-solfato reduttasi (glutatione) è un enzima appartenente alla classe delle ossidoreduttasi, che catalizza la seguente reazione:
AMP + solfito + glutatione disolfuro ⇄ adenilil solfato + 2 glutatione
Questo enzima si differenzia da EC 1.8.99.2, adenilil-solfato reduttasi (accettore), dacché usa glutatione come riducente. Il glutatione può essere sostituito dalla γ-glutamilcisteina o dal ditiotreitolo, ma non da: tioredossina, glutaredossina o mercaptoetanolo. L'enzima proveniente dal crescione ad "orecchio di topo", Arabidopsis thaliana, contiene un dominio glutaredossina-simile. L'enzima si ritrova anche in altri eucarioti fotosintetici, per esempio, nella Pervinca del Madagascar, Catharanthus roseus e nell'alga verde cava Enteromorpha intestinalis.